# Cetraria
Cetraria Ach. (płucnica) – rodzaj grzybów z rodziny tarczownicowatych (Parmeliaceae). Ze względu na współżycie z glonami zaliczany jest do porostów

## Systematyka i nazewnictwo
Pozycja w klasyfikacji według Index Fungorum: Parmeliaceae, Lecanorales, Lecanoromycetidae, Lecanoromycetes, Pezizomycotina, Ascomycota, Fungi.
Synonimy naukowe: Ceteraria Ach., Coelocaulon Link, Geissodea Vent., Platisma Hoffm.,Platyphyllum Vent., Pseudocornicularia Gyeln., Squamaria Hoffm:
Nazwa polska według Krytycznej listy porostów i grzybów naporostowych Polski.

## Niektóre gatunki
- Cetraria aculeata (Schreb.) Fr. 1826 – płucnica kolczasta
- Cetraria australiensis W.A. Weber ex Kärnefelt 1977
- Cetraria ericetorum Opiz 1852 – płucnica kędzierzawa
- Cetraria islandica (L.) Ach. 1803 – płucnica islandzka
- Cetraria muricata (Ach.) Eckfeldt 1895 – płucnica darenkowa
- Cetraria odontella (Ach.) Ach. 1814
- Cetraria racemosa (Lynge) Øvstedal 2009
- Cetraria sepincola (Ehrh.) Ach. 1803 – płucnica płotowa

Wykaz gatunków (nazwy naukowe) na podstawie Index Fungorum. Obejmuje on tylko gatunki zweryfikowane o potwierdzonym statusie. Nazwy polskie według checlist.